# Nika Daalderop
Nika Daalderop est une joueuse néerlandaise de volley-ball née le 29 novembre 1998 à Amsterdam. Elle mesure 1,89 m et joue au poste de réceptionneuse-attaquante. Elle totalise 59 sélections en équipe des Pays-Bas.

## Clubs
| Club                        | De        | À         |
| --------------------------- | --------- | --------- |
| VV Amsterdam                |           | 2013-2014 |
| Talent Team Papendal Arnhem | 2014-2015 | 2015-2016 |
| Ladies in Black Aachen      | 2016-2017 | 2016-2017 |
| VC Stuttgart                | 2017-2018 | 2017-2018 |
| Azzurra Volley San Casciano | 2018-2019 | 2019-2020 |
| AGIL Volley                 | 2020-2021 | …         |

## Palmarès

### Équipe nationale
- Championnat d'Europe
  - Finaliste : 2017.

### Clubs
- Championnat d'Allemagne
  - Finaliste : 2018.
- Supercoupe d'Allemagne
  - Finaliste : 2017.